# Liste d'anciennes centrales hydroélectriques
Liste d'anciennes centrales hydroélectriques dont l'étude ou la conservation présentent un intérêt scientifique et technique.

## Liste par ancienneté
- 1878 - Centrale hydroélectrique à Saint-Moritz sur l'Inn en Suisse avec une turbine actionnant une dynamo de 7 kW.
- 1880 - Centrale hydroélectrique à Vouziers au Moulin Simon (fondé en 1720), appelé ensuite Centrale Briffoteaux, alimentera au début du vingtième siècle la majeure partie de la ville en électricité.
- 1882 - Centrale hydroélectrique à Lancey, sur le ruisseau de la Combe de Lancey avec une dynamo Gramme de 2 000 ch sous 500 m de chute d'eau[1].
- 1882 - Centrale hydroélectrique de Vulcan Street (en), à Appleton sur la Fox River dans le Wisconsin (États-Unis) avec une dynamo de 12,5 kW et des ampoules Édison. (archives conservées)
- 1883 - Centrale du barrage de Valserine alimentant en électricité la commune voisine de Bellegarde dans les Alpes, puissance récupérée de 900 ch sous 30 m de chute.
- 1886 - Bourganeuf ville lumière dans la Creuse, troisième ville française à utiliser l'énergie électrique. Voir le Musée de l'électrification de Bourganeuf
- 1889 - Cascade des Jarrauds à Saint-Martin-Château dans la Creuse fait partie de la rivière la Maulde (pour alimenter Bourganeuf)
- 1890 - Centrale hydroélectrique du Bazacle à Toulouse sur la Garonne, fournissant l'électricité pour l'éclairage public dès février 1890.
- 1891 - Centrale hydroélectrique construite par Paul Rieu à Mende (Lozère) sur le Lot à partir d'un moulin à foulon et à martinet du XVIIIe siècle transformé plusieurs fois.
- 1893 - Centrale hydroélectrique (50 kW) à partir d'une cascade à Saint-Martin-Vésubie[2].
- 1894 - Centrale hydroélectrique des Ponts-Neufs à Morieux (Côtes-d'Armor) sur le Gouessant. Édifiée par la Société Anonyme d'énergie électrique dont le siège social se situe à Saint-Brieuc (Côtes-d'Armor).
- 1895 - Centrale de Saint-Étienne-du-Vigan avec barrage sur la rivière Allier
- 1896 - Centrale de La Compissade avec barrage sur la rivière Dordogne
- 1897 - Centrale de Pont-de-Lignon avec barrage sur la rivière Lignon
- 1897 - Centrale hydroélectrique de Vic-sur-Cère (Cantal) (bief, photos et quelques archives conservés)
- 1897 - Centrale hydroélectrique no 1 du Saut-du-Tarn à Saint-Juéry (Tarn). La centrale est mise en service en 1897 pour éclairer l'usine et, à partir de 1902, pour fournir les énergies mécanique et thermique.
- 1899 - Centrale hydroélectrique, dite Centrale Vuillermoz Frères, à Lavans-lès-Saint-Claude (Jura). L'ancien moulin de Lison, attesté sur le cadastre napoléonien, est repris par la société les Fils de Louis Lahu, qui le dote en 1899 d'une centrale hydroélectrique, exploitée par la suite par la Société électrique de Lavans et Saint-Lupicin, S.A. créée par Marc et Ernest Lahu.
- 1900 - Centrale hydroélectrique de Vallois. Usine réglementée en 1865 et 1869, transformée en 1900 (daté par source) en centrale hydroélectrique, la force motrice était fournie par une turbine établie en lieu et place d'une roue hydraulique. Un appoint d'énergie était fourni par une éolienne dont il subsiste le pylône[3].
- 1903 - Centrale hydro-électrique de Long dans la Somme sur le fleuve Somme avec une puissance 20 kW et arrêtée entre 1968 et 1974[4].
- 1904 - Centrale de Pont-de-Lignon avec barrage de 32 m de haut fermant la gorge Sioule avec une puissance installée de 5 000 ch.
- 1908 - Centrale hydroélectrique, à Barberey-Saint-Sulpice (Aube). Turbine hydraulique ayant fonctionné entre 1908 et 1968 dans la centrale hydroélectrique exposée en 1989 dans la cour de l'usine à gaz de Troyes.
- 1910 - Centrale hydroélectrique avec barrage de retenue, près de la gare, à  Capdenac  (carte postale)
- 1911 - Centrale hydroélectrique, à Lavancia-Épercy. Ancien barrage reconstruit pour être transformé en centrale électrique en 1911.
- 1918 - Centrale hydro-électrique installée à l'ancienne papeterie de Chappes, remplacés par une nouvelle en 1968 par Maurice Vinot.
- 1921 - Centrale hydroélectrique, à Millac (Vienne). Construite à partir de 1918 et mise en service en 1921 pour la Société des Forces Motrices de la Vienne d'après un avant-projet de Le Corbusier, architecte conseil de la SABA, Société d'Application du Béton Armé. Le barrage a une hauteur de chute de 11, 50 m.

## Liste par pays

### Indes
- 1927 - Centrale hydroélectrique de la vallée de Dodé (Inde) (centrale avec barrage, en activité)

### Suisse
- 1879 - Centrale hydroélectrique à Saint-Moritz sur l'Inn en Suisse avec une turbine actionnant une dynamo de 7 kW.

### États-Unis
- 1882 - Centrale hydroélectrique de Vulcan Street, à Aple Town dans le Wisconsin (États-Unis).